# Ice Cream (песня Blackpink и Селены Гомес)
«Ice Cream» (с англ. — «Мороженое») — песня, записанная южнокорейской гёрл-группой Blackpink и американской певицей Селеной Гомес. Была выпущена 28 августа 2020 года как второй сингл в поддержку первого студийного альбома группы. Авторами песни стали Гомес, Тедди Пак, Томи Браун, Ариана Гранде, Виктория Моне, Bekuh BOOM, 24 и Mr.Franks; спродюсировали Тедди, Браун, 24 и Mr.Franks. «Ice Cream» — композиция в жанрах электропоп и бабблгам-поп с элементами трэпа.
«Ice Cream» дебютировала на 13 месте в Billboard Hot 100, став первым синглом Blackpink, попавшим в двадцатку чарта, а также самым долго пребывающим в нём среди всех женских корейских артистов. Песня попала в десятку в Сингапуре, Венгрии и Южной Корее, а также чартилась в топ-40 ещё 15 стран. Видеоклип был выпущен 28 августа одновременно с синглом, и был номинирован на MTV Europe Music Awards в категории «Лучшая коллаборация» и People’s Choice Awards в категории «Музыкальный клип года».

## Предпосылки и релиз
В интервью для Radio.com Гомес рассказала, что впервые познакомилась с Blackpink в 2019 году, после встречи с Джису и Розэ на неделе моды в Нью-Йорке; Blackpink признались, что являются большими поклонницами Селены и танцевали под её песни, будучи трейни.
23 июля 2020 года YG Entertainment опубликовало тизер предстоящего сингла Blackpink с неизвестным артистом, релиз которого состоится в августе. В социальных сетях быстро начал набирать популярность хэштег «#AriPink», так как многие поклонники надеялись на долгожданное сотрудничество с Арианой Гранде. 28 июля было объявлено, что первый студийный альбом Blackpink, The Album, будет выпущен 2 октября. 11 августа стало известно, что грядущий сингл записан при участии Селены Гомес, в то время как Ариана Гранде указана в качестве одного из авторов песни. Через десять дней было объявлено название песни — «Ice Cream». 24 августа был опубликован видео-тизер, где участницы группы общались с Селеной по видеосвязи, а на заднем плане играла инструментальная версия композиции; также опубликовали фото-тизер Джису. 25 августа выложили фото-тизеры Дженни и Розэ, а 26 августа — фото Лисы и Гомес соответственно. 27 августа выложили тизер официального видеоклипа.
После выхода сингла Селена, вдохновлённая коллаборацией с Blackpink, выпустила розовое ванильное мороженое с хрустящими кусочками печенья и липкой помадкой, и назвала его «Cookies and Cream Remix».

## Композиция
«Ice Cream» — песня в жанрах электропоп и бабблгам-поп с элементами трэп-попа. Композиция написана в тональности ми мажор с темпом 80 ударов в минуту; вокал Гомес и Blackpink ранжируется от низкой ноты B3 до высокой E5. Большая часть текста написана на английском, за исключением куплета Лисы на корейском языке. Лирически композиция состоит из двусмысленных выражений, связанных с мороженым. Джон Караманика из The New York Times описал «Ice Cream» как «беспощадно оживлённую и бодрую», а вокал как «немного игривый, немного насмешливый, немного отстраненный».

## Музыкальное видео

### Тизеры и релиз
27 августа Blackpink опубликовали 18-секундный тизер клипа, релиз которого состоялся на следующий день, 28 августа. Режиссёром стал Со Хён Сын, который снял все видеоклипы артистов YG Entertainment, начиная с 2000 года. За первые сутки количество просмотров достигло 79,08 миллиона, что стало третьим лучшим результатом среди видеоклипов на YouTube, а также вторым лучшим результатом Blackpink после рекорда, поставленного с «How You Like That» двумя месяцами ранее, когда клип набрал 86,3 миллиона просмотров. «Ice Cream» дебютировал на вершине мирового топа музыкальных клипов YouTube. Видео со съёмок были представлены на официальных каналах Blackpink и Гомес соответственно. Съёмки Blackpink проходили в Южной Корее, а сцены Селены были отсняты в США из-за невозможности совместной работы ввиду пандемии новой коронавирусной инфекции. 16 ноября, через 80 дней после премьеры, количество просмотров клипа перешагнуло отметку в 400 миллионов, что стало одним из лучших результатов в истории видеохостинга, а также восьмым клипом Blackpink и десятым для Гомес, достигшим этого показателя.

### Сюжет
В видеоклипе Blackpink и Селена танцуют и веселятся на фоне красочных пастельных декораций.

### Танцевальное видео
2 сентября на официальном канале Blackpink было представлено танцевальное видео, выполненное при помощи трёхмерной графики в популярном корейском приложении ZEPETO.

## Награды и номинации
| Год  | Церемония               | Номинация             | Результат | Ссылка |
| ---- | ----------------------- | --------------------- | --------- | ------ |
| 2020 | MTV Europe Music Award  | Лучшая коллаборация   | Номинация | [ 33 ] |
| 2020 | People's Choice Awards  | Музыкальный клип года | Номинация | [ 34 ] |
| 2021 | Gaon Chart Music Awards | Песня Года — Август   | Ожидается | [ 35 ] |

| Программа | Дата                  | Ссылка |
| --------- | --------------------- | ------ |
| Inkigayo  | 20 сентября 2020 года | [ 36 ] |
| Inkigayo  | 27 сентября 2020 года | [ 37 ] |
| Inkigayo  | 4 октября 2020 года   | [ 38 ] |

## Восприятие
| Издание              | Список                     | Место | Ссылка |
| -------------------- | -------------------------- | ----- | ------ |
| Billboard            | 100 лучших песен 2020 года | 74    | [ 39 ] |
| Rolling Stone        | 50 лучших песен 2020 года  | 13    | [ 40 ] |
| The Associated Press | 10 лучших песен года       | 10    | [ 41 ] |

## Коммерческий успех
В Великобритании «Ice Cream» дебютировала на 39 месте, став пятым синглом в карьере группы, попавшим в топ-40; дебютировала на 13 месте в Billboard Hot 100, побив рекорд «How You Lke That» и «Sour Candy», которые ранее доходили лишь до 33 места, что также стало лучшим результатом в карьере Blackpink; дебютировала в чартах Digital Songs и Streaming Songs на 2 и 8 местах соответственно, в первую неделю песня разошлась тиражом в 23 тысяч цифровых копий и более 18,3 миллиона единиц стриминга; попала на 32 место в Mainstream Top 40, суммарно набрав свыше 5,1 миллиона прослушиваний на радио (радио текущих хитов + современная музыка для взрослых). В октябре композиция стала самой долго пребывающей в «горячей сотне» США среди южнокорейских исполнительниц (ранее рекорд принадлежал «Kill This Love»).

## Творческая группа
Информация взята с Tidal.
- Blackpink — вокал
- Селена Гомес — вокал, текст
- Тедди Пак — текст, продюсирование
- Томми Браун — текст, продюсирование
- 24 — продюсирование, текст
- Стивен Франкс — продюсирование, текст
- Ариана Гранде — текст
- Виктория Моне — текст
- Bekuh BOOM — текст
- Сербан Генеа — сведение

## Чарты
| Чарт (2020)                                | Высшая позиция |
| ------------------------------------------ | -------------- |
| Мир (Billboard Global 200)                 | 8              |
| Аргентина (Argentina Hot 100)              | 41             |
| Австралия (ARIA)                           | 16             |
| Австрия (Ö3 Austria Top 40)                | 57             |
| Бельгия/Фландрия (Ultratip Bubbling Under) | 28             |
| Канада (Billboard Canadian Hot 100)        | 11             |
| Канада (Billboard CHR/Top 40)              | 24             |
| Чехия (Singles Digitál Top 100)            | 60             |
| El Salvador (Monitor Latino)               | 9              |
| Европа (Euro Digital Songs Billboard)      | 11             |
| Франция (SNEP)                             | 135            |
| Германия (GfK)                             | 78             |
| Венгрия (Single Top 40)                    | 6              |
| Венгрия (Stream Top 40)                    | 31             |
| Ирландия (IRMA)                            | 33             |
| Япония (Billboard Japan Hot 100)           | 22             |
| Япония (Oricon)                            | 30             |
| Литва (AGATA)                              | 36             |
| Малайзия (RIM)                             | 2              |
| Мексика (Mexico Airplay Billboard)         | 20             |
| Новая Зеландия (Recorded Music NZ)         | 18             |
| Парагвай (SGP)                             | 35             |
| Португалия (AFP)                           | 25             |
| Румыния (Airplay 100)                      | 71             |
| Шотландия (OCC Scotland)                   | 20             |
| Сингапур (RIAS)                            | 2              |
| Словакия (Singles Digitál Top 100)         | 38             |
| Республика Корея (Gaon)                    | 8              |
| Республика Корея (K-pop Hot 100)           | 2              |
| Испания (PROMUSICAE)                       | 90             |
| Швеция (Sverigetopplistan)                 | 78             |
| Швейцария (Schweizer Hitparade)            | 45             |
| Великобритания (OCC UK Singles)            | 39             |
| США (Billboard Hot 100)                    | 13             |
| США (Billboard Pop Airplay)                | 21             |
| США (Rolling Stone Top 100)                | 9              |

## Сертификации и продажи
| Регион                                                                      | Сертификация | Продажи   |
| --------------------------------------------------------------------------- | ------------ | --------- |
| Канада (Music Canada)                                                       | Золотой      | 40 000    |
| Китай                                                                       | —            | 1,388,000 |
| Итого                                                                       |              |           |
| Данные о продажах + прослушиваниях приведены только на основе сертификации. |              |           |

## История релиза
| Страна        | Дата                 | Формат                     | Лейбл         | Ссылка |
| ------------- | -------------------- | -------------------------- | ------------- | ------ |
| По всему миру | 28 августа 2020 года | Цифровая загрузка Стриминг | YG Interscope |        |
| Австралия     | 28 августа 2020 года | Contemporary hit radio     | YG            | [ 86 ] |
| США           | 1 сентября 2020 года | Contemporary hit radio     | YG Interscope | [ 87 ] |